# 프리덤급

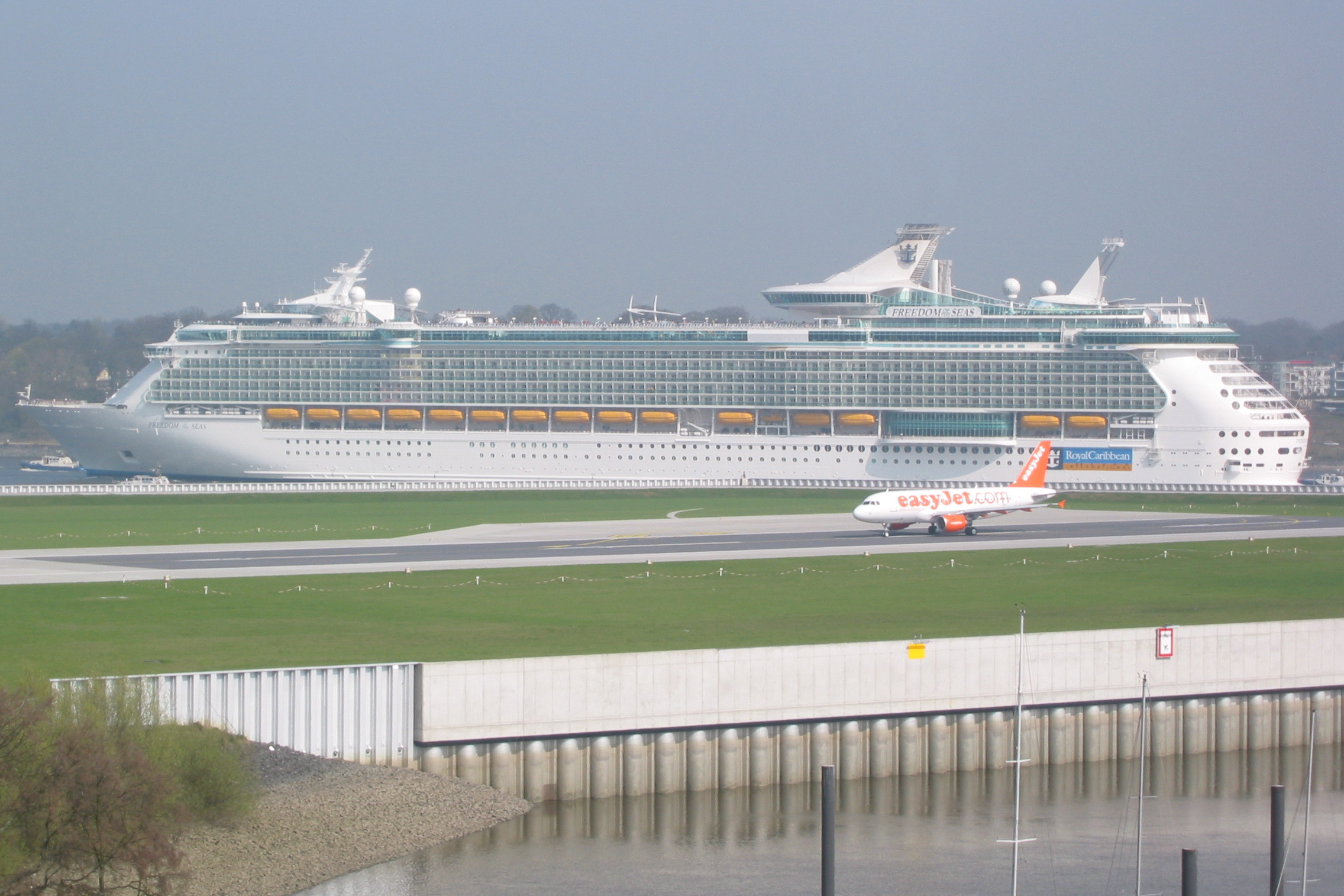
프리덤 오브 더 시스

프리덤급은 크루즈선의 선급 중 하나이다. 이선급은 오아시스 급과 자매선급 이라 할 수 있지만 이것 역시 오아시스 급이다.

## 개요
로얄캐리비안 인터내셔널이 소유하고 운영하는 프리덤급 크루즈 선이다. 최고 속력은 21.6 노트이다. 3634명의 승객과 1300명의 승무원을 수용할 수 있다. 가격은 약 947,000,000 미국 달러이다. 카리브해에서만 운행된다.
레스토랑, 바, 수영장, 스케이트 링크, 쇼핑몰, 카지노 등의 시설을 갖추고 있고, 30대의 구명보트가 있다.
이것도 오아시스 급이다

## 프리덤급 크루즈선
- 프리덤 오브 더 시스(Freedom of the Seas)

## 같이 보기
- 오아시스급